# ゴロザウルス
ゴロザウルス (Gorosaurus) は、東宝怪獣特撮映画『キングコングの逆襲』などに登場する、架空の怪獣。別名は「原始恐竜」「原始怪獣」。

## 特徴
1億5,000万年前の中生代ジュラ紀後期に生息していたアロサウルスの末裔が進化した肉食怪獣で、学名も「アロサウルス」とされている。外見も、制作当時における想像図ほぼそのままであり、大きな頭部と小さな手に、長い尻尾を持つ。
光線などの特殊能力は、いっさい有していない。かなり俊敏に動き、強力な尾をばねにした太い両脚の飛び蹴り（カンガルーキック）などを得意とする。闘争心が強い肉食でありながら性質は比較的穏和で、戦闘はあくまで自衛の手段として行う。
モデルは、1933年公開の映画『キング・コング』に登場するティラノサウルス（暴君竜）である。キングコングとの戦闘自体が、同映画における「コング対暴君竜」のシーンへのオマージュとなっている。しかし、キングコングやメカニコングと異なり、デザインは日本側によるものであったとされる。

## 造型
造型は、東宝特殊美術スタッフの安丸信行が担当した。安丸にとっては特殊美術班での初の怪獣造型であった。制作は、当時「ウルトラシリーズ」などで怪獣造型に腕を振るっていた高山良策に外注されたが、途中まで彼の手で制作されたものの結局は造型に不満を持った安丸の意見で取りやめとなり、自身が新規に造型したという。
着ぐるみは1体のみ制作された。従来の着ぐるみとは異なり、胴体の芯には金網細工ではなく発泡スチロールが用いられ、頭部は水粘土で原型が作られた。喉には風船を仕込んでおり、生物的な動きを表現している。頭部は内蔵メカで重くなったため、一部のシーンではピアノ線で吊っている。FRP製の歯や爪は、東宝作品で初めて白くなった。
広く突き出た額は、安丸が手掛ける怪獣独自の特徴とされる。
着ぐるみは『行け!ゴッドマン』まで使用された。

## 登場作品
公開順。
- キングコングの逆襲（1967年）
- 怪獣総進撃（1968年）

『ゴジラ・ミニラ・ガバラ オール怪獣大進撃』、『地球攻撃命令 ゴジラ対ガイガン』ではライブフィルムで登場。
上記のほか、特撮テレビ番組『行け!ゴッドマン』（1972年）、『ゴジラアイランド』（1997年）などにも登場した。

## 『キングコングの逆襲』のゴロザウルス
モンド島のジャングルに住む前世紀の肉食性の恐竜。闘争本能が強く、凶暴な性格である。大きな頭部と、皮膚のイボ状の表面が特徴。青褐色の体色に黄色い腹部を持ち、退化した小さな前肢はほとんど使用不能だが、後肢は太く発達して強靭に進化している。また、長い尻尾をテコにして30メートルのジャンプも可能。目は15キロメートル先まで見通すことができる。腹部が弱点である。劇中では「爬虫類」としか呼ばれていない。
モンド島の火山熱で眠りから覚め、島のジャングルに上陸した国連調査団の女性スーザンの前に現れ、彼女の悲鳴を聞いてやってきたキングコングと闘う。カンガルーキック（ジャンプキック）や噛みつきでコングを手こずらせるが、やはり怪力では敵わず一方的に殴られ、失神する。まもなく覚醒し、油断したコングの足に噛みついて最後の抵抗を図るものの、返り討ちで顎を裂かれて血の泡を吹いて絶命する。
- スーツアクターは関田裕[出典 16]。短い前足は、関田が肘から先だけを入れて動かしている。キングコング役の中島春雄は、空手を得意とする関田は受け身が取れるため思い切り戦うことができて相手役としては最高であったと述べている[51]。
- 『ゴジラ』（1984年）におけるゴジラの皮膚表現の一部は、ゴロザウルスのものを応用している[8]。
- コングとの対決シーンで、特撮監督の円谷英二がゴロザウルスに模範指導を行っているスチール写真が現存する[51][21]。プロデューサーは原典のように流血する恐竜の最期を要求したが、円谷は自らの方針でこれを許さず、「泡を吹いて絶命する」という描写を用いた[出典 17]。監督助手の中野昭慶によれば、血を出す仕掛け自体は施されていたが、血の色は緑で少量だったといい[52][53]、中野は円谷の唯一の抵抗であったと評している[52]。

## 『怪獣総進撃』のゴロザウルス
怪獣ランドに収容されている怪獣として登場。以前のものとは別個体。青褐色の体色に黄白色の腹部を持つ。小さい耳があることで頭が三角形に見えるようになっており、牙は外向きに生えている。腕は小さく、一列の小さなトゲが背中中央に並ぶ。尻尾側面にはエッジが立ち、四角い断面になっている。敵の体を巨大な口に生えた牙で噛み砕く。両腕は攻撃に用いない。特に後肢が発達しており、相手を長い尻尾で倒す。出現地点はパリ→青木ヶ原。
キラアク星人にコントロールされ、パリの地底から地表を割って出現し、凱旋門を破壊する。その後、富士山麓にて地球怪獣軍団の一員としてキングギドラと戦う。最初は引力光線の前に苦戦するものの、ゴジラとの連携プレイ（その直前、意思を疎通しているような描写がある）で活躍し、得意のカンガルーキックでキングギドラを大地にひれ伏させる。結果的に、これがキングギドラに反撃の機会を失わせることとなる。
- 関連書籍などでは二代目ゴロザウルスとも表記される[出典 27]。
- スーツアクターは関田裕[出典 28]。
- 造形物は着ぐるみ（前作の流用[69]）のほか、遠景用の人形が製作された。
- パリ襲撃シーンでは、当初はバラゴンが予定されていたが耳が邪魔だったため、ゴロザウルスを代用して撮影された[出典 29]。劇中のニュースにおける台詞でも「地底怪獣」と呼称されており[出典 30]、このシーンではバラゴンの声が使用されている。なお、脚本の最終段階まで、この台詞は「マグマ」になっていた[61]。
  - 海外版予告編ではゴロザウルスがバラゴンとして紹介されていたが、これも上記の事情で急遽出番がゴロザウルスに変更されたためである。詳細はバラゴン#『怪獣総進撃』のバラゴンを参照。
- 数値設定は『キングコングの逆襲』と同一であるが、劇中描写ではゴジラと同程度となっている[35]。

## 『行け!ゴッドマン』のゴロザウルス
インドネシアのモンド島に生息していた原始恐竜だが、日本になぜか出現した。郊外の集合住宅地のような場所に登場。物体を巨大な口に生えた鋭い牙で噛み砕き、敵を長い尻尾を振り回して打ちのめす。徘徊を続けるが、現れたゴッドマンに頭部を執拗に狙われ、ゴッドマン超音波で倒される。

## 『ゴジラアイランド』のゴロザウルス
ゴジラアイランドの“ゴロザウルスの里”に生息する怪獣。バラゴンと絡むことが多く、「ゴジラは死んだ」と言うカマキラスの言葉を真に受け、バラゴンとともにザグレス側に寝返る場面がある。ただし、ゴジラが帰ってきたのを見ると、バラゴンと一緒に戻る。シーズン2では、仮死状態で発見され、スペースゴジラの悪霊によるものかと思われたが、実際にはガバラ池に仕込まれた毒によるものであった。
- 声は『怪獣総進撃』と同じものが用いられている。[要出典]
- 造形物はバンダイのソフビ人形「東宝怪獣シリーズ」が用いられている[89]。
- ランデスを演じた鵜川薫によれば、怪獣を動かしたくて自分から手伝いに臨んだが、死にそうになっている動きを上手いと褒められて採用された一方、大人が真剣にソフビ人形を動かしている様子がおかしくてつい笑ってしまい、監督（水谷しゅん）に「俺たちは毎日やってるんだよ！」と怒られたそうである[90]。

## その他
- 『ゴジラ・ミニラ・ガバラ オール怪獣大進撃』の宣伝として、スタジオの外にてゴジラやガバラと絡んでいるスチール写真が存在する[91]。
- アニメ映画『GODZILLA 怪獣惑星』の前日譚を描いた小説『GODZILLA 怪獣黙示録』では、ゴジラによって壊滅したパリに生息しており、ジラと同等の俊敏性と優れた跳躍力を持つ。2039年12月にGフォース（地球連合欧州派遣軍）に攻撃され、スーパーXIIを2機撃墜するなどの抵抗に出たものの致命傷を負い、最期のあがきとしてビルサルドの宇宙船を道連れに爆散する[92]。続刊『GODZILLA プロジェクト・メカゴジラ』では、オペレーション・グレートウォールの際に中国内陸部にて別個体が出現したことや、本来の生存圏は地底であることが描写されている[93]。

## 評価
『キングコングの逆襲』におけるスーツは「着ぐるみ造形の最高峰」と評されている。
『GODZILLA 怪獣黙示録』を執筆した大樹連司は、幼少期に見た『怪獣総進撃』におけるゴジラとの連携プレイを「コンビっぷりが大変素晴らしい」と評しているが、大人になってからマイナーな怪獣だと知って悲しかったため、『怪獣黙示録』には推しの気持ちが入ったと述べている。
2021年にゴジラ・ストアのオープン5周年記念特別企画として開催された「あなたが選ぶ！ 東宝怪獣新作ソフビフィギュア！」では、1位を記録した。